# شمشیربازی با ویلچر در پارالمپیک تابستانی ۲۰۲۴
شمشیربازی با ویلچر (انگلیسی: Wheelchair fencing at the 2024 Summer Paralympics) یکی از رویدادهای برگزار شده در پارالمپیک تابستانی ۲۰۲۴ بود. این دوره از بازی‌ها از ۳ تا ۷ سپتامبر برگزار شد. روی هم رفته شانزده رویداد تحت عنوان شمشیربازی برگزار شد؛ هشت رویداد برای مردان و هشت رویداد برای زنان. دسته‌بندی‌های A و B  وجود داشت که برای به‌کارگیری در رویدادهای اپه، فلوره و  سابر برای بهش انفرادی و اپه و فلوره در بخش تیمی بود.

## جدول مدال‌ها
*   کشور میزبان (فرانسه)
| رتبه           | NPC            | طلا | نقره | برنز | مجموع |
| -------------- | -------------- | --- | ---- | ---- | ----- |
| ۱              | چین            | ۱۰  | ۵    | ۴    | ۱۹    |
| ۲              | تایلند         | ۳   | ۱    | ۱    | ۵     |
| ۳              | بریتانیای کبیر | ۲   | ۳    | ۱    | ۶     |
| ۴              | آلمان          | ۱   | ۰    | ۰    | ۱     |
| ۵              | لهستان         | ۰   | ۲    | ۱    | ۳     |
| ۶              | ایتالیا        | ۰   | ۱    | ۳    | ۴     |
| ۷              | اوکراین        | ۰   | ۱    | ۲    | ۳     |
| ۸              | عراق           | ۰   | ۱    | ۰    | ۱     |
| ۸              | مجارستان       | ۰   | ۱    | ۰    | ۱     |
| ۸              | کره جنوبی      | ۰   | ۱    | ۰    | ۱     |
| ۱۱             | اسپانیا        | ۰   | ۰    | ۱    | ۱     |
| ۱۱             | ترکیه          | ۰   | ۰    | ۱    | ۱     |
| ۱۱             | فرانسه*        | ۰   | ۰    | ۱    | ۱     |
| ۱۱             | گرجستان        | ۰   | ۰    | ۱    | ۱     |
| مجموع (۱۴ NPC) | مجموع (۱۴ NPC) | ۱۶  | ۱۶   | ۱۶   | ۴۸    |